# Папа Климент II
Папа Климент III (лат. Clemens II; умро у Пезару октобра 1047) је био 149. папа од 31. децембра 1046. до октобра 1047. Познат је као један од првих реформски настројених папа родом из данашње Њемачке.
Родио се у данашњој Доњој Саксонији као син грофа Конрада од Морслебена и Хорнбурга и његове супруге Амулрад. Године 1040. је постао бискуп Бамберга. Године 1046. је пратио њемачког краља Хајнриха III на његовом походу на Италију, а у децембру учествовао у концилу у Сутрију када су свргнути бивши папе Бенедикт IX и Силвестер III, а папа Гргур VI присиљен на одступање. Цар је потом именовао Конрада за папу, који је узео име Климент II. На Божић исте године је Хајнриха прогласио царем.
Његов кратки понтификат су означили укази којима је настојао искоријенити симонију. Године 1047. је пратио Хајнриха у Њемачку гдје је канонизирао Вибораду. При повратку се у Песзару разболио и умро. По властитој жељи му је тело пренето у Бамберг и сахрањено у тамошњој катедрали; његова гробница је једина папска гробница сјеверно од Алпа.
У 20. вијеку је спроведена токсиколошка анализа његових посмртних остатака која је открила трагове олово (II) ацетата, чиме су дјеломично потврђене гласине о томе да је био отрован.